# Phaeocroides nanus
Phaeocroides nanus är en skalbaggsart som beskrevs av Gilbert John Arrow 1942. Phaeocroides nanus ingår i släktet Phaeocroides och familjen Hybosoridae. Inga underarter finns listade i Catalogue of Life.